# Tombeau de Prosper Mérimée
La tombe de Prosper Mérimée (1803-1870) est un des monuments funéraires remarquable du cimetière du Grand Jas à Cannes.

## Description
Souffrant d'asthme, Prosper Mérimée meurt le 23 septembre 1870 vers 23 heures lors d'une de ses nombreuses cures à Cannes. Il est inhumé au Cimetière du Grand Jas qui a été inauguré juste en mars 1866. La sépulture est située dans le quartier Est, 6e allée, no 87.
Leur tombeau est sobre et ne présente aucun signe religieux. L’arc Tudor qui couronne la stèle rappelle l’attachement de Prosper Mérimée et de son amie britannique Frances Lagden (1796-1879) à l'Angleterre. En effet, c'est son amie garde-malade qui a acheté la concession le 13 janvier 1871, soit quatre mois après le décès. Cette dernière repose également dans la tombe

Sur le marbre blanc qui constitue la pierre tombale est gravée l’inscription suivante: 
« «Frances Lagden / born 1796 ob 1879 / both lay me down in peace and sleep / for thou, Lord, only makest me / dwell in safety » »
« Frances Lagden, née en 1796 décédée en 1879. Je me coucherai en paix et je dormirai ; car toi seul, Seigneur, me fais demeurer en sécurité »
 Il s’agit du dernier verset du psaume 4 tiré de la Bible du roi Jacques (1611), une des versions de la Bible faisant référence dans l’église anglicane.
L'année de sa mort, une plaque votive est placée sur la maison Sicard, lieu de résidence de Mérimée à Cannes, et il est prévu de lui rendre hommage avec la réalisation d'un buste dans un square. Si le buste est bien réalisé en plâtre, il ne sera finalement jamais réalisé en bronze ou en marbre et sera transféré plus tard au péristyle de la bibliothèque municipale à la Villa Rotschild après une période d’oubli dans les sous-sols de la ville.
Le médaillon est réalisé par Alexander Munro qui souffre lui aussi d’une maladie respiratoire et qui l’amène à séjourner à Cannes où il meurt en 1871. Il y fréquente Fanny Lagden et Mérimée pour qui il réalise en 1868 deux médaillons en plâtre constituant l’un des derniers portraits de l’écrivain. Un exemplaire est donné par Mérimée lui-même à Oleg Tripet-Skrypitzine, un autre revient à son médecin, le docteur Gimbert.
Le 2 novembre 1932, le comité des Amis de Mérimée fait fixer un exemplaire du médaillon en bronze sur la stèle de la tombe de Mérimée.
En 1970, à l’occasion du centenaire de la mort de Prosper Mérimée, une stèle-effigie est élevée et inaugurée le 26 septembre au square Mérimée avec une reproduction du médaillon. Cet hommage, organisé à l’initiative de la Société culturelle méditerranéenne, est accompagné d’un discours de Jean Mistler, de l’Académie française.
Le tombeau de Prosper Mérimée a été inscrit au titre des Monuments Historiques par arrêté du 7 juin 2019,.